# Isla Tobago Grande
La Isla Tobago Grande o Gran Tobago (en inglés: Great Tobago Island)  es una isla deshabitada de las Islas Vírgenes Británicas en el Mar Caribe, que se encuentra, junto con su hermana la isla Tobago pequeña, aproximadamente a seis millas al oeste de la isla de Jost Van Dyke. Gran Tobago y la Islas Pequeño Tobago están protegidas como parque nacional, y, junto con las rocas cercanas de Mercurious y Watson, representan el límite occidental de las Islas Vírgenes Británicas.
Gran Tobago contiene la tercera población en anidación más grande en el Caribe de aves marinas, incluyendo fragatas, aves de cola larga tropicales, gaviotas, pelícanos y otras especies.